# Keith Smith (Jazzmusiker)
Keith Smith (* 19. März 1940 in Isleworth; † 4. Januar 2008) war ein britischer Jazztrompeter und Sänger des Dixieland. Er leitete und organisierte diverse All-Star-Konzerte und tourte weltweit.

## Leben und Wirken
Smith lernte als Technischer Zeichner, war aber so vom Jazz begeistert, dass er mit 15 Jahren die Schule verließ. Er spielte ab 17 Jahren Trompete und spielte ab 1957 in Bands des Traditional Jazz. Seine Vorbilder waren Louis Armstrong und Red Allen. Er begann auch früh eigene Bands zu organisieren (New Teao Brass Band mit Chris Barber und Ken Colyer). 1961 war er in Deutschland mit dem Posaunisten Mac Duncan, spielte mit den Bobby Mickleburgh’s Confederates (die Uniformen der Konföderierten trugen und auch im Fernsehen auftraten) und besuchte 1962 New Orleans und Los Angeles, wo er mit lokalen Jazzmusikern spielte (er versuchte auch bei einem längeren New Orleans-Aufenthalt in den 1960er-Jahren britischen Flair in die kulinarische Kultur Louisianas zu bringen, indem er eine Fish-and-Chips-Bude aufmachte, wurde aber von der lokalen „Mafia“ aus dem Geschäft gedrängt). Zurück in England gründete er seine Climax Jazzmen, mit denen er 1964 und 1965 Alben aufnahm.
Ab den 1960er-Jahren spielte Smith häufig in den Vereinigten Staaten und in Europa. 1966 leitete er die New Orleans All Stars (mit Pops Foster und Alvin Alcorn) auf Tour in Europa, und 1972 bis 1974 spielte er in der Papa Bue’s Viking Jazzband. 1975 tourte er wieder in Europa und Japan und war 1975/76 in Afrika. Ab 1976 leitete er eine Band mit Ian Wheeler (Hefty Jazz, nach ihr ist er auch als Mr. Hefty jazz bekannt), die er ab 1979 allein leitete. Mit ihr tourte er fortan und spielte unter anderem im Eddie-Condon-Club 1985 in New York. Außerdem leitete er eine Band mit Musikern, die zuvor zu den All Stars von Louis Armstrong gehörten, mit denen er 1983/84 in Europa tourte. Er organisierte seine Konzert-Touren oft nach speziellen Themen (George Gershwin, Hoagy Carmichael mit Sänger Georgie Fame, Cole Porter, A Hundred Years of Dixieland Jazz mit der Sängerin Elaine Delmar, einer Fats Waller Revue, The Wonderful World of Louis Armstrong, From Basin Street to Broadway). Zuletzt lebte er auch länger in Deutschland.
Smith war dreimal verheiratet (und dreimal geschieden).

## Lexikalischer Eintrag
- Ian Carr, Digby Fairweather, Brian Priestley: Rough Guide Jazz. Der ultimative Führer zur Jazzmusik. 1700 Künstler und Bands von den Anfängen bis heute. Metzler, Stuttgart/Weimar 1999, ISBN 3-476-01584-X.
- John Chilton Who´s Who of British Jazz, Continuum 2004